# Corrinea vianai
Corrinea vianai is een keversoort uit de familie dwergpilkevers (Limnichidae). De wetenschappelijke naam van de soort werd in 1939 gepubliceerd door Maurice Pic.